# Kelsey Serwa
Kelsey Serwa (født 1. september 1989) er en canadisk freestyle skiløber. Hun repræsenterede Canada ved vinter-OL 2014 i Sotsji, hvor hun vandt sølv i disciplinen skicross for damer.
Hun vandt guld ved Vinter-OL 2018.